# Góry Olokmo-Czarskie
Góry Olokmo-Czarskie (Wyżyna Olokmo-Czarska, ros. Олёкмо-Чарское плоскогорье lub Олёкмо-Чарское нагорье) – góry w azjatyckiej części Rosji, w Jakucji.
Leży pomiędzy rzekami Czarą i Olokmą; od wschodu sąsiaduje z Górami Ałdańskimi, od zachodu z Wyżyną Patomską; średnia wysokość ok. 600 m n.p.m.; maksymalna ok. 1400 m n.p.m. Zbudowane z prekambryjskich łupków metamorficznych i paleozoicznych wapieni. Wierzchołki płaskie, głębokie doliny rzek; w niższych partiach tajga modrzewiowa, w wyższych limba syberyjska i tundra górska.